# キラキラサンデー
- きらきらサンデー

『キラキラサンデー』は、かつて文化放送の日曜日12時台で放送されていた、よみうりランド一社提供のラジオ番組の枠タイトル。

## 概要
1979年4月1日まで日曜日12:30 - 13:00の枠で、同じくよみうりランド一社提供で放送されていた『歌謡ヤングスポット』から歌謡バラエティ番組を引き継ぎ、『キラキラサンデー』と改題してスタート。最初の番組は『キラキラサンデー歌謡』だった。その後『キラキラサンデーリクエスト』として歌謡リクエスト番組・バラエティ番組が続いたが、1984年8月スタートの『健次と靖子のおもしろランド』から、パーソナリティ男性と女性、または女性同士の若手タレント二人が組んでのトーク番組・バラエティ番組という形式に変更。
1988年以降の頃には、毎月一回よみうりランド内で公開録音を行っていた。
1991年4月改編を以って、それまでの日曜日12:30 - 13:00の枠から放送時間が30分繰り上がり、同じ日曜日の12:00 - 12:30の枠に移動。
1992年4月5日の『おもいっきりY-LAND』の終了を以って、キラキラサンデーのタイトルも終了。よみうりランド一社提供枠は1992年4月12日からは日曜日深夜24:00 - 24:30の枠に移り、「Y-LAND」のタイトルのみ継承して大事MANブラザーズバンドがパーソナリティの「ときめきY-LAND 大事MAN倶楽部」がスタートしたが、6か月後の1992年10月で終了、この時点でよみうりランド一社提供枠も廃枠となった。この当時文化放送ホームランナイターで中継されるカードの試合状況により真っ先に番組が休止される体制となっていたためお蔵入りの放送分が多かった。

## 歴代番組名とパーソナリティ
- キラキラサンデー歌謡[8] （セント・ルイス、橋本テツヤ 他） 1979年4月8日 - 1982年3月28日
- キラキラサンデーリクエスト[9] （志賀正浩） 1982年4月11日 - 1984年7月29日
- 健次と靖子のおもしろランド[10] （長江健次、桑田靖子） 1984年8月5日 - 1986年10月5日
- アイドルじゃじゃうまランド[11] （松本典子、浅香唯） 1986年10月12日 - 1988年6月26日
- アイドルおちゃめランド[12] （酒井法子、田村英里子） 1988年7月3日 - 1989年4月9日
  - 番組を「ちゃめラン芸能学園」という学校に見立て、二人が先生となって授業を行うという設定[13]。この番組では必ず「チャメランチワー」というあいさつで始まっていた[14]。
  - 人気コーナーとして『ローカル自慢コーナー』[14]、二人の経験を活かした実践的な『オーディションの心得』コーナーなどがあった[13]。
  - はがき採用者には「ちゃめランセット」が贈られていた[13]。
- フレッシュ2人組[15] （菊池健一郎、小林彩子） 1989年4月16日 - 1990年4月8日
  - 投稿は毎週設けられるテーマに沿って受け付けていた[16]。同じく毎週違うテーマごとにはがきを募集していた『男の子・女の子』コーナー[17]などがあった。
- フレッシュふたり組[18] （菊池健一郎、田村英里子） 1990年4月15日 - 1991年10月6日
  - 全国各地の方言を比較する『ザ・方言コーナー』[19]、『遊園地の恐怖体験コーナー』『自分のバンドの音を聴いてコーナー』などがあった[20]。
  - この番組の途中で日曜日12:30 - 13:00の枠から同じ日曜日の12:00 - 12:30の枠へ、30分繰り上がった。
- おもいっきりY-LAND[21] （菊池健一郎、諸岡菜穂子） 1991年10月13日 - 1992年4月5日

## 備考
- 『東京国際女子マラソン』のある日曜日の放送は1989年・1990年を除き番組は休止されていた。
- またプロ野球の開幕戦や日本シリーズ（昼間開催時）は番組の短縮版を制作・放送していた。

| 文化放送 日曜12:30 - 13:00 枠 （1979年4月8日 - 1991年4月7日）  | 文化放送 日曜12:30 - 13:00 枠 （1979年4月8日 - 1991年4月7日） | 文化放送 日曜12:30 - 13:00 枠 （1979年4月8日 - 1991年4月7日） |
| 前番組                                                         | 番組名                                                        | 次番組                                                        |
| -------------------------------------------------------------- | ------------------------------------------------------------- | ------------------------------------------------------------- |
| 歌謡ヤングスポット                                             | キラキラサンデー                                              | 文化放送パンゲア計画                                          |
| 文化放送 日曜12:00 - 12:30 枠 （1991年4月14日 - 1992年4月5日） |                                                               |                                                               |
| ギャルズオンリー 男の子達進入禁止!!                            | キラキラサンデー                                              | 文化放送パンゲア計画                                          |